# House show

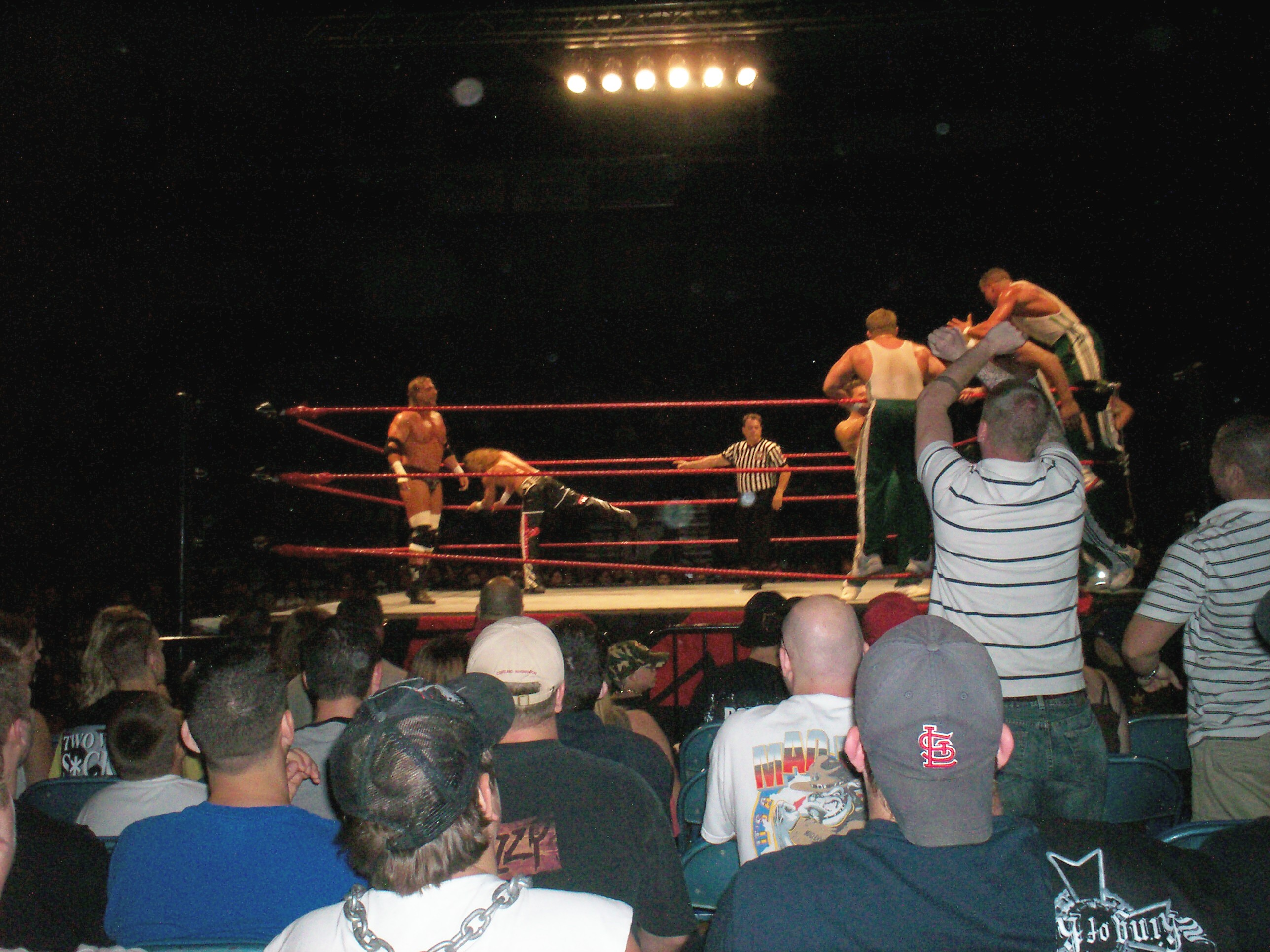
DX contra os Spirit Squad num house show da WWE em Syracuse, Nova Iorque.

House show (também comumente chamado de evento ao vivo) é um evento de luta profissional produzido por uma grande promoção que não é televisionado, embora possa ser gravado. As promoções utilizam os house shows principalmente para capitalizar a exposição que elas e seus lutadores recebem durante os eventos televisionados, assim como para testar reações a combates, lutadores e personagens que estão sendo considerados para a programação principal e para os próximos pay-per-views. Como os house shows não são televisionados, todas as lutas são tecnicamente dark matches, embora esse termo geralmente seja reservado para combates não televisionados em eventos que são transmitidos.
Os house shows também são frequentemente roteirizados para que os lutadores face vençam a maioria dos combates, em grande parte para enviar o público para casa satisfeito. Se um heel defender um título, o face pode vencer por desqualificação, impedindo que o título mude de mãos.
Até a década de 1990, a maioria dos programas de luta profissional televisionados eram gravados com semanas de antecedência em pequenos estúdios e apresentavam principalmente combates com lutadores menos conhecidos, enquanto as entrevistas giravam em torno de rivalidades entre lutadores de nível superior que seriam resolvidas em um grande evento próximo nos principais locais da promoção. Antes da década de 1980, esses eventos eram house shows, mas com o advento da televisão por circuito fechado e, posteriormente, do pay-per-view, esses eventos também se tornaram televisionados.
Posteriormente, na década de 1990, com o surgimento de programas semanais como o Monday Night Raw da WWF e o Monday Nitro da WCW, onde combates competitivos entre lutadores de alto nível e storylines se desenrolam ao vivo diante de uma plateia, e com o aumento no número de eventos pay-per-view realizados pelas promoções, os ângulos passaram a ser desenvolvidos durante os programas semanais e resolvidos no próximo pay-per-view (ou, ocasionalmente, em um episódio especial da série), tornando os house shows eventos menores, sem grande relevância para as storylines de longo prazo.

## Produção

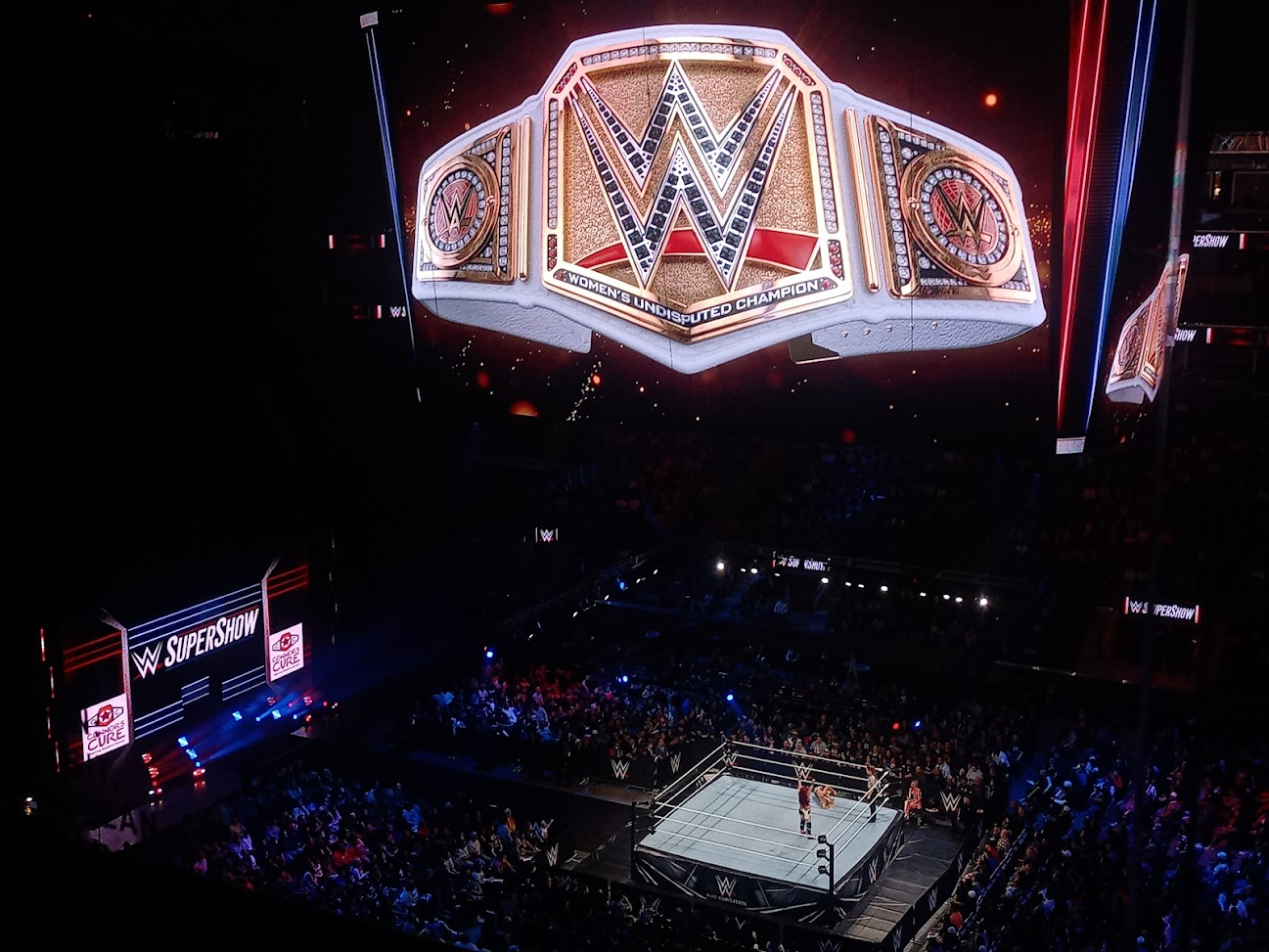
Luta pelo WWE Women's Championship em um WWE Live Event em 30 de setembro de 2023. Os house shows utilizam uma produção mais simplificada do que um show televisionado.

Como os house shows não são televisionados, as promoções geralmente não utilizam a mesma estrutura de palco ou pirotecnia usadas em seus programas televisivos. No passado, um house show da WWE consistia principalmente em um ringue, iluminação básica e uma plateia. Em 2011, a WWE investiu US$ 1,5 milhão em melhorias na produção, incluindo três palcos de entrada com LED (um para o Raw, um para o SmackDown e um reserva), com uma rampa e um display de vídeo, aproveitando os equipamentos de AV dos locais para multimídia, como entradas dos lutadores. Em 2021, um novo palco foi introduzido, com um design mais próximo dos palcos utilizados nos eventos televisionados da época.
Durante a primeira extensão de marcas da WWE, cada turnê era exclusiva para a marca Raw ou SmackDown. Isso permaneceu até 2012, mesmo após o fim da primeira divisão de marcas em 2011 nos programas televisivos. Em 2013, os shows foram rebatizados como WWE Live, enquanto os house shows do NXT passaram a ser chamados de NXT Live. Após a WrestleMania 38 em abril de 2022, a WWE começou a denominar os house shows realizados nos finais de semana como Saturday Night's Main Event (revivendo a marca de uma série televisiva anterior) e Sunday Night Stunner.
Como os house shows não são televisionados, às vezes ocorrem situações controversas (embora raras) que não aconteceriam em um show televisionado. Por exemplo, em 19 de maio de 1996, o Curtain Call no Madison Square Garden — um exemplo raro de um shoot — ocorreu durante um house show. No mesmo evento, os The Bodydonnas perderam o WWE Tag Team Championship para os The Godwinns.
Com o surgimento da WWE Network, a WWE começou a exibir partes de house shows como especiais de uma hora no serviço de streaming, como o Starrcade — evento que leva o nome do pay-per-view da extinta WCW (cujos ativos foram adquiridos pela WWE) — e The Shield's Final Chapter, um especial que contou com a última aparição de Dean Ambrose na WWE ao lado de seu grupo, The Shield, antes de sua saída da promoção.
A partir de março de 2023, a AEW lançou uma série de house shows sob a marca House Rules.

## Mudanças de título

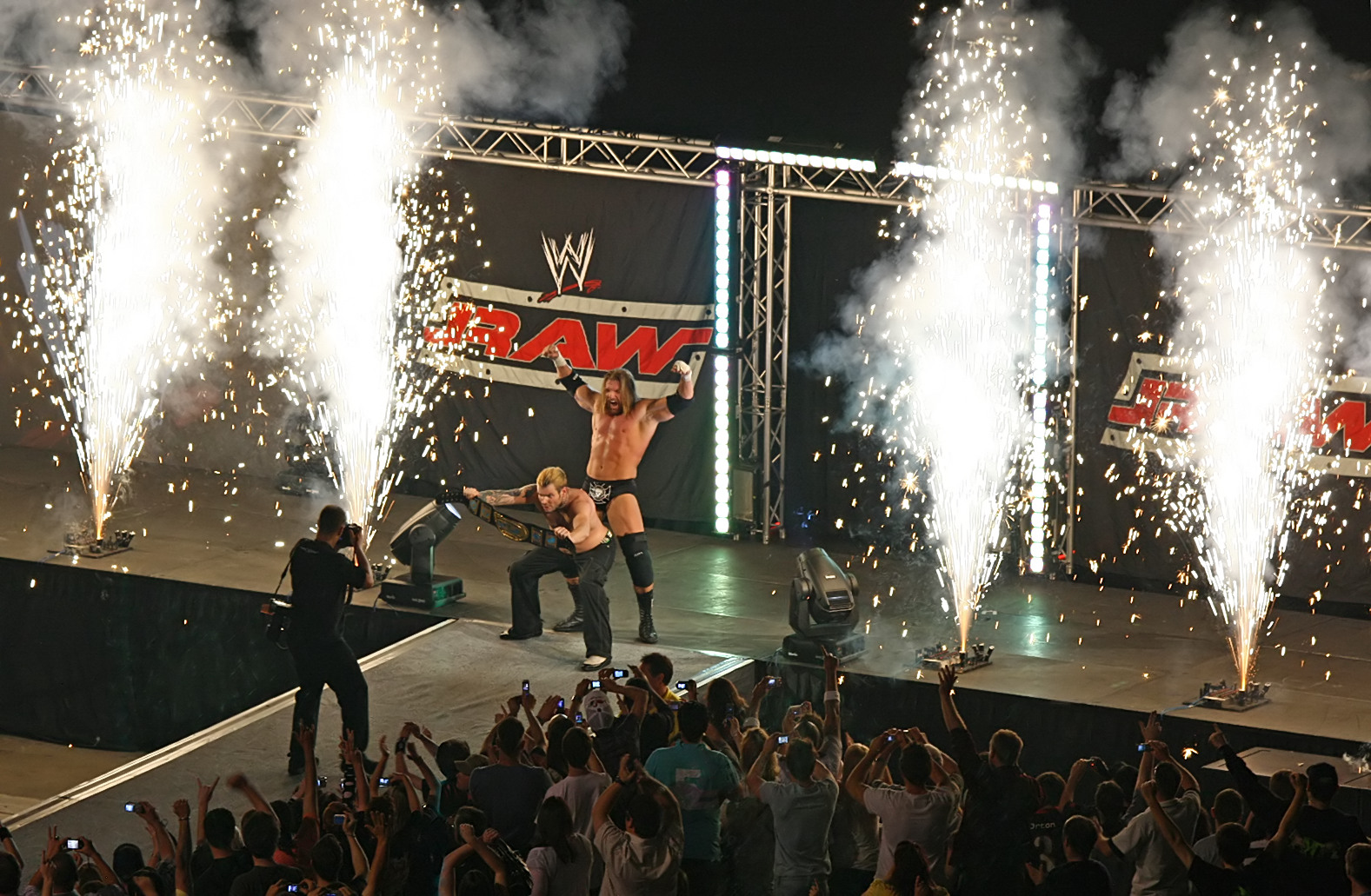
Jeff Hardy e Triple H posam entre os fogos de artifício em um house show do Raw na Austrália.

A maioria das grandes promoções tenta desenvolver suas storylines apenas durante shows televisionados e raramente agendam grandes acontecimentos, como mudanças de título, para house shows. No entanto, mudanças de título podem ocorrer para testar a reação do público ou para agradar fãs locais. Um exemplo foi quando Edge conquistou seu primeiro Intercontinental Championship contra Jeff Jarrett em um house show em Toronto em 1999.
Se ocorrer uma mudança de título, geralmente o título retorna ao campeão original durante o mesmo evento ou em outro show antes do próximo programa televisionado. Isso aconteceu diversas vezes com o WWE Hardcore Championship e quando Booker T e Chris Benoit trocaram o WCW World Television Championship em vários house shows, com Booker sempre recuperando o título a tempo para o Nitro. Da mesma forma, Edge perdeu o título Intercontinental de volta para Jarrett no Fully Loaded na noite seguinte em Buffalo.
Ainda mais raro é o título principal de uma promoção mudar de mãos em um house show. Isso ocorreu poucas vezes, como quando Bret Hart conquistou o WWF Championship contra Ric Flair em 1992 em um evento em Saskatchewan, e quando Diesel venceu Bob Backlund pelo WWF Championship em 1994 no Madison Square Garden.
Em alguns casos, mudanças de título em house shows não são reconhecidas oficialmente pela promoção. Um exemplo foi em 10 de agosto de 1987, quando The Rougeau Brothers derrotaram a Hart Foundation pelo WWF Tag Team Championship em Montreal, mas essa mudança foi revertida posteriormente e mencionada apenas em segmentos exclusivos para o mercado local.
Um house show fictício também pode ser utilizado para justificar uma repentina vacância ou troca de título devido a problemas nos bastidores. Em 4 de outubro de 1999, no WCW Monday Nitro, foi anunciado que Psychosis havia vencido Lenny Lane pelo WCW Cruiserweight Championship em um house show não especificado, após a WCW ser pressionada a abandonar o personagem de Lane devido a controvérsias com o GLAAD.

## Como metáfora
O termo house show também é usado de forma pejorativa para descrever pay-per-views da WWE destinados principalmente a mercados específicos, incluindo pay-per-views exclusivos do Reino Unido, como Insurrextion e Rebellion, assim como os eventos da WWE na Arábia Saudita.
Em 2019, Shawn Michaels defendeu seu retorno esporádico no pay-per-view Crown Jewel de 2018 na Arábia Saudita onde ele se reuniu com D-Generation X para enfrentar os Brothers of Destruction em uma luta de duplas, apesar de estar aposentado. Ele descreveu o evento como um "house show glorificado", que não tinha a mesma importância que uma WrestleMania ou um retorno como o personagem "Heartbreak Kid".